# استخوان خاجی
استخوان خاجی یا ساکروم (به انگلیسی: Sacrum) نام یکی از استخوان‌های تشکیل‌دهندهٔ لگن خاصره است. این استخوان در پایین ستون مهره‌های کمر، در زیر آخرین مهرهٔ کمری قرار گرفته و در پشت لگن، بین دو استخوان کوهانه (بی‌نام، هیپ) قرار دارد. در داخل استخوان خاجی ریشه‌های عصبی قرار دارند.
استخوان خاجی در واقع از جوش خوردن پنج مهرهٔ انتهایی (S1–S5) تشکیل‌شده‌است و از دو پهلو با استخوان کوهانه مفصل می‌شود. مهره‌های خاجی دارای انحنایی به‌صورت تحدب به عقب هستند که جزء انحنای اولیه محسوب می‌شود.
خاج در فارسی به‌معنی گُرز و استخوان خاجی به‌معنای استخوان گُرزی‌شکل؛ زیرا همانند گُرزهای تخت و یا سر کج در جنگهای باستان می‌باشد.

## توصیف
استخوان خاجی استخوانی است فرد، بزرگ، تخت و سه‌گوش در بدن انسان که در پایه ستون مهره‌ها، بعد از بخش کمری و قبل از دنبالچه، واقع شده‌است. این استخوان به شکل هرم مربع‌القاعده‌ای است که قاعده آن در بالا و رأس آن در پایین قرار دارد. استخوان خاجی علاوه بر آنکه به لگن استحکام و ثبات می‌دهد وزن بدن را هم از طریق مفاصل خاجی‌تهیگاهی به کمربند لگنی منتقل می‌کند. استخوان خاجی در زنان پهن‌تر و کوتاه‌تر از مردان است. در کودکان مهره‌های خاجی هنوز توسط غضروف به هم وصل هستند.
استخوان خاجی، با قسمت تهیگاهی (ایلیوم) استخوان بی‌نام، تشکیل مفصل خاجی‌تهیگاهی (ساکروایلیاک)، با اتصال به مهره L5، تشکیل مفصل کمری‌خاجی (لومبوساکرال) و با اتصال به مهره اول دنبالچه (CO1)، تشکیل مفصل خاجی‌دنبالچه‌ای (ساکروکوکسیژئال) را می‌دهد.
دنبالچه از طریق یک مفصل دارای یک دیسک بازمانده (وستیجیال) و همچنین چند رباط به استخوان خاجی متصل است. حرکت مفصل بین دنبالچه و خاجی بسیار محدود است.
محل استخوان خاجی در بدن، به رنگ قرمز:

## ساختار
استخوان خاجی دارای چهار سطح (قدامی یا لگنی، خلفی یا دورسال، طرفی راست و چپ) یک قاعده که در بالا قرار گرفته و یک راس است.
نکات مهم کالبدشناختی استخوان خاجی:
انحنای خاجی، از مفصل کمری‌خاجی شروع و تا رأس استخوان دنبالچه امتداد دارد.
مجرای خاجی، از به‌دنبال هم قرار گرفتن سوراخ‌های مهرهای مهره‌های S1_S4 تشکیل می‌شود. این کانال روبه‌روی مهرهٔ چهارم خاجی (S4) پایان می‌پذیرد.
قاعده استخوان خاجی که در بالا قرار دارد، پهن بوده و توسط سطح فوقانی مهرهٔ S1 تشکیل می‌شود.
رأس استخوان خاجی در پایین قرار دارد و از سطح تحتانی مهرهٔ S5 تشکیل می‌شود. قاعده خاجی با مهرهٔ L5 و رأس آن، با قاعده استخوان دنبالچه مفصل می‌شود.
استخوان خاجی دارای ۲ سطح قدامی (لگنی)، خلفی، و ۵ سطح مفصلی (دو سطح مفصلی طرفی راست و چپ جهت مفصل شدن با استخوان تهیگاهی، دو سطح مفصلی جهت مفصل شدن با مهرهٔ L5 و یک سطح مفصلی در رأس استخوان جهت مفصل شدن با مهرهٔ CO1 می‌باشد که جدار خلفی لگن حقیقی را تشکیل می‌دهد. سطح قدامی، مقعر و سطح خلفی محدب بوده و سطوح طرفی راست و چپ دارای سطوح مفصلی گوشی‌شکل به شکل L می‌باشند که با قسمت تهیگاهی استخوان‌های بی‌نام راست و چپ مفصل می‌شوند.
به برجستگی لبه فوقانی سطح قدامی بدنه مهرهٔ S1، دماغه خاجی می‌گویند که در روبه‌روی زاویه خاجی‌مهره‌ای (ساکروورتبرال) قرار دارد.
در طرفین بدنه مهره‌های خاجی در سطح قدامی، ۴ جفت سوراخ بنام سوراخ‌های قدامی (لگنی) خاجی وجود دارد که محل خروج شاخه‌های قدامی اعصاب خاجی فوقانی هستند.
در سطح خلفی خاجی، ۴ جفت سوراخ بنام سوراخ‌های خلفی (پشتی) خاجی وجود دارد که محل خروج شاخه‌های خلفی اعصاب خاجی فوقانی می‌باشند.
بین مهره‌های خاجی دیسک بین مهرهای وجود ندارد و خطوط عرضی که تعداد آن‌ها ۴ عدد می‌باشد، معادل دیسک‌های بین مهرهای می‌باشند (این خطوط در سطح قدامی استخوان خاجی و بین هر جفت سوراخ‌های قدامی خاجی دیده می‌شود).
در سطح قدامی و در طرفین بدنه، توده‌های طرفی قرار دارند که این توده‌های طرفی در مهرهٔ S1، بال خاجی را تشکیل می‌دهند.
در سطح خلفی خاجی، ۳ ستیغ وجود دارد: الف) ستیغ خارجی خاجی: زوائد عرضی مهره‌های خاجی به یکدیگر متصل شده و این ستیغ را تشکیل می‌دهند. این ستیغ، در طرفین ستیغ بینابینی قرار دارد. ب) ستیغ بینابینی خاجی: زوائد مفصلی مهره‌های خاجی به یکدیگر متصل شده و این ستیغ را تشکیل می‌دهند. این ستیغ، در طرفین ستیغ وسطی قرار دارد. پ) ستیغ وسطی خاجی: زوائد خاری مهره‌های خاجی به یکدیگر متصل شده و این ستیغ را تشکیل می‌دهند که در قسمت وسط سطح خلفی قرار دارد.
دهانه خاجی (ساکرال هیاتوس): این دهانه در مهرهٔ S5 و به دلیل عدم اتصال لامیناها به یکدیگر و در خط وسط تشکیل می‌شود که محل خروج اعصاب S5.N و Coccygeal.N می‌باشد.
توبروزیتی خاجی، در سطح خلفی استخوان خاجی و در قسمت فوقانی ستیغ خارجی خاجی قرار دارد.
مهرهٔ S5 دارای دو شاخ می‌باشد که به آنها، شاخ‌های خاجی گویند.
مهرهٔ S4، زائده خاری ندارد.
سوراخ‌های قدامی و خلفی خاجی، از طریق سوراخ بین مهره‌ای، با مجرای خاجی ارتباط دارند. در این کانال، الیاف دم اسبی (Cauda Equina)، رشته مهار انتهایی (Filum Terminal) و پرده‌های مننژ قرار دارند.
مهرهٔ S1، مشخصات مهرهٔ نمونه را دارا می‌باشد.
دماغه (پرومونتاری) خاجی، دارای شیبی با زاویه ۳۰ درجه و به سمت جلو می‌باشد و در معاینات بارداری، شاخص قطر قدامی‌خلفی لگن می‌باشد.
نقطه میانی مفصل خاجی‌تهیگاهی (ساکروایلیاک)، PSIS (خار خاصره‌ای خلفی فوقانی)، انتهای فضای زیرسخت‌شامه‌ای (ساب‌دورال) و انتهای فضای زیرعنکبوتیه‌ای (ساب‌آراکنوئید) در روبه‌روی مهرهٔ S2 می‌باشند؛ شروع راست‌روده و PIIS (خار خاصره‌ای خلفی تحتانی)، روبه‌روی مهرهٔ S3 می‌باشد؛ رشته انتهایی، روبه‌روی مهره‌های S3 و S4 می‌باشد؛ دهانه (شکاف) خاجی و انتهای کانال خاجی، روبه‌روی مهرهٔ S4 می‌باشد.
استخوان خاجی دارای ۲۱ مرکز اولیه و ۱۴ مرکز ثانویه استخوان‌سازی می‌باشد.
کنار تحتانی بدنه مهرهٔ L1، انتهای نخاع و کنار تحتانی بدنه مهرهٔ S2، انتهای پرده‌های مننژ می‌باشد.

## نگارخانه

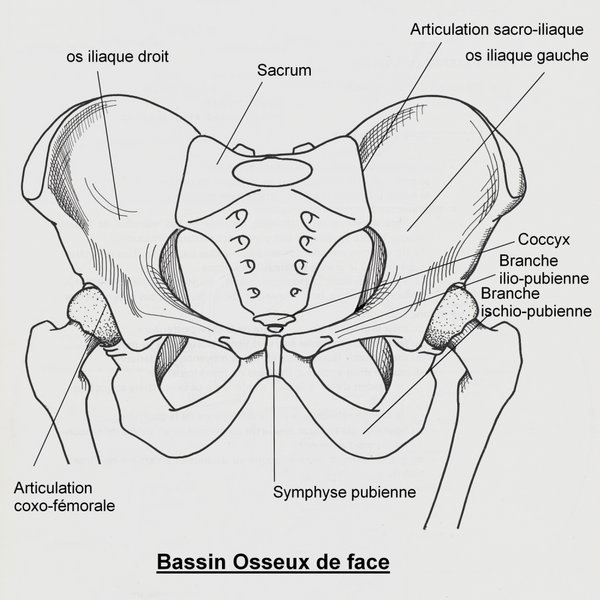
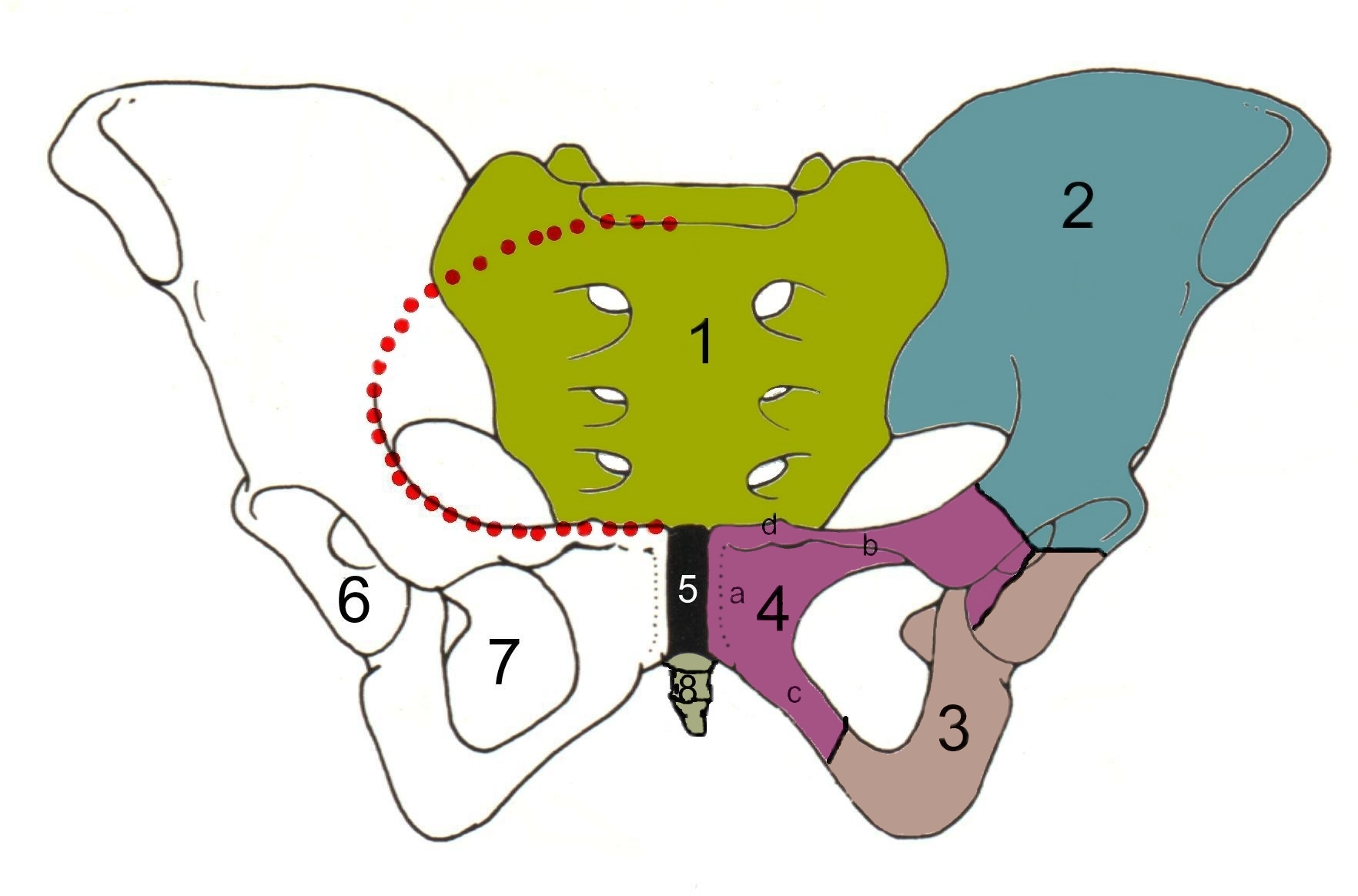
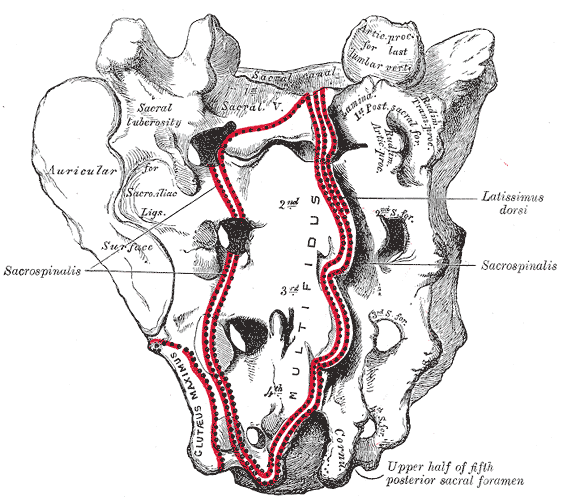
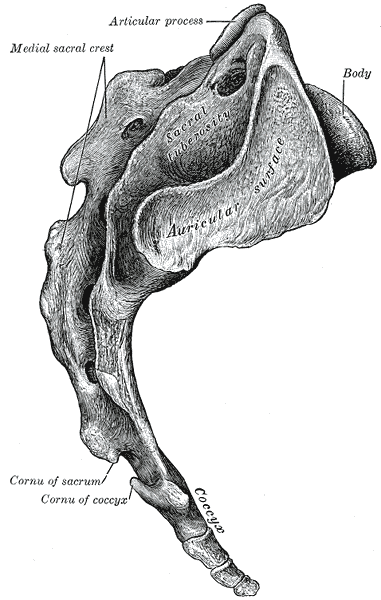
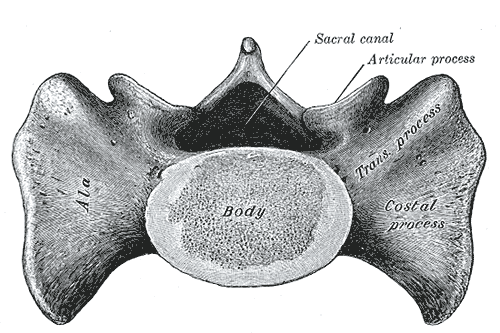
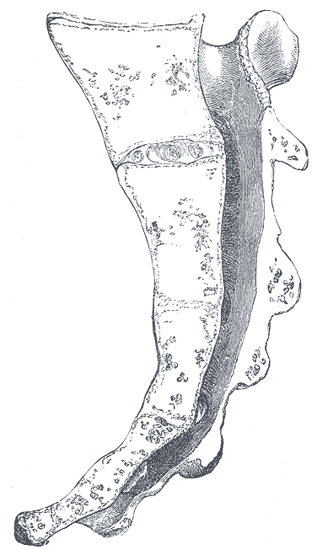
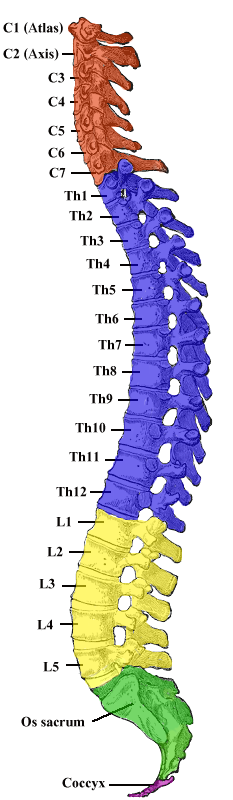
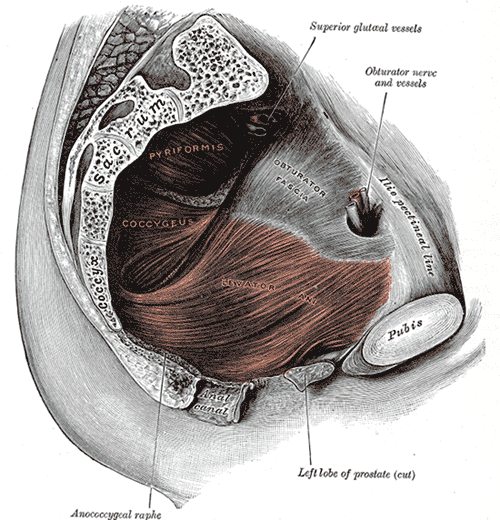
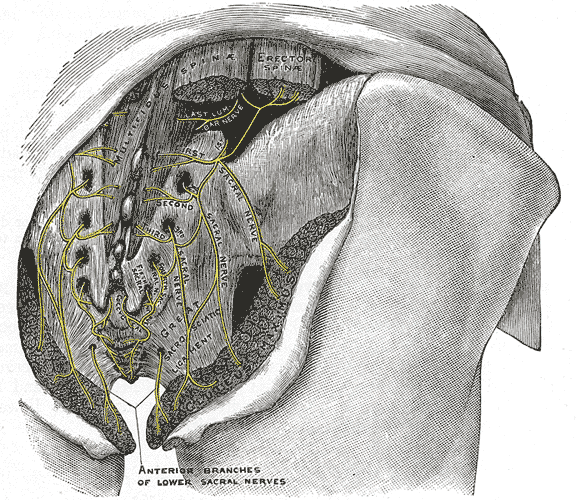
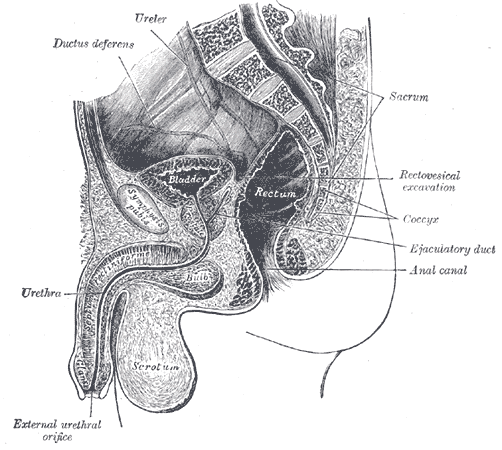
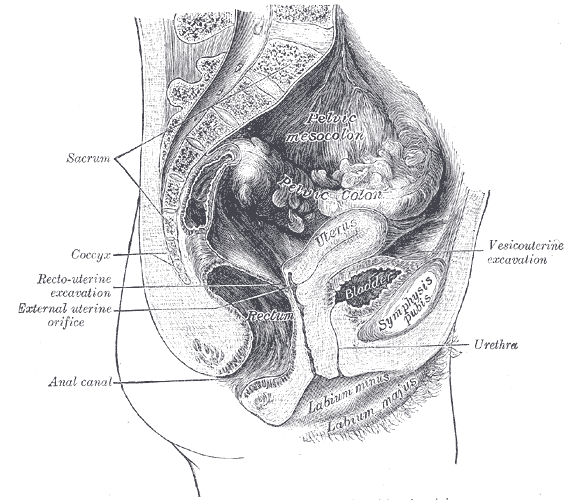